# Duhemia variegata
Duhemia variegata är en fjärilsart som beskrevs av Lucas 1932. Duhemia variegata ingår i släktet Duhemia och familjen nattflyn. Inga underarter finns listade i Catalogue of Life.